# Calathea
Genre
Synonymes
- Endocodon Raf.[2]
- Goeppertia Nees[2]
- Monostiche Körn.[2]
- Psydaranta Neck. ex Raf.[2]
- Thymocarpus Nicolson, Steyerm. & Sivad.[2]
- Zelmira Raf.[2]

Calathea est un genre de plantes monocotylédones appartenant à la famille des Marantaceae. Ce genre comprend aujourd'hui 56 espèces de plantes herbacées. De nombreuses espèces autrefois classées dans le genre Calathea sont aujourd'hui classées dans le genre Goeppertia . Quelques espèces sont cultivées pour leurs grandes feuilles.
Le Calathea a pour origine l'Amérique du sud et plus encore les forêts chaudes et humides.

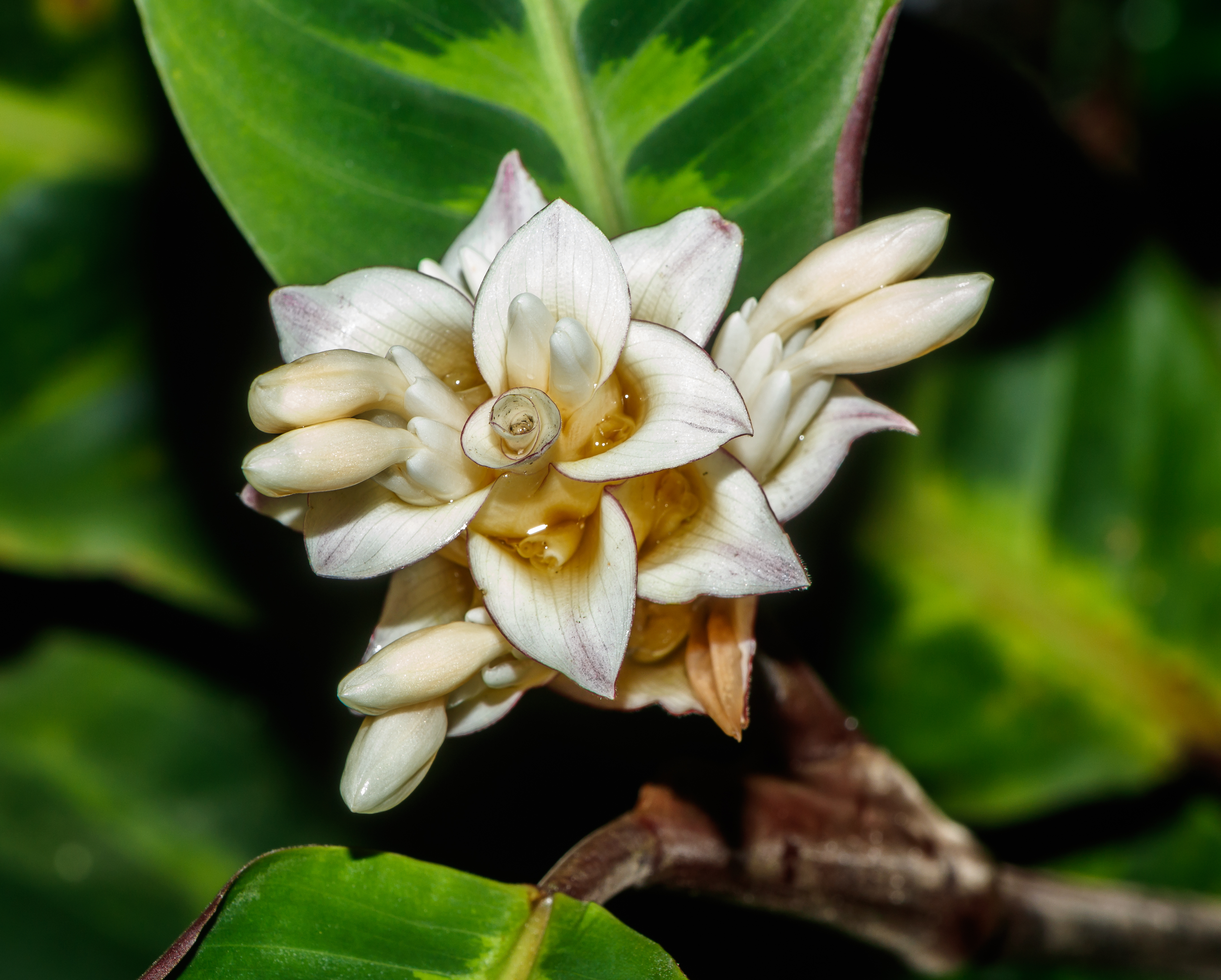
Calathea warscewiczii à Wilhelma, Allemagne. Juin 2019.

## Liste des espèces
Selon BioLib (5 janvier 2020) :
- Calathea ackermannii Körn.
- Calathea acuminata Steyerm.
- Calathea aemula Körn.
- Calathea affinis Fenzl ex Regel
- Calathea albertii L.H. Bailey & Raffill
- Calathea albovaginata (K. Koch & Linden) K. Schum.
- Calathea allenii Woodson
- Calathea allouia (Aubl.) Lindl.
- Calathea altissima (Poepp. & Endl.) Horan.
- Calathea amazonica H.A. Kenn.
- Calathea anderssonii H. Kenn.
- Calathea angustifolia Körn.
- Calathea annae H.A. Kenn. & Marcelo
- Calathea anulque H.A. Kenn.
- Calathea applicata Jacob-Makoy ex E. Morren
- Calathea argyraea Körn.
- Calathea argyrophylla (Linden ex K. Koch) L.H. Bailey & Raffill
- Calathea arrabidae Körn.
- Calathea asplundii H.A. Kenn.
- Calathea atropurpurea Matuda
- Calathea attenuata H.A. Kenn.
- Calathea bachemian Morr.
- Calathea bachemiana E. Morren
- Calathea bantae H.A. Kenn.
- Calathea baraquinii (Lem.) Regel
- Calathea barbata Petersen
- Calathea bella (W. Bull) Regel
- Calathea bellula Linden
- Calathea blanda (Nees) Steud.
- Calathea bracteosa Rusby
- Calathea brasiliensis Körn.
- Calathea brenesii Standl.
- Calathea brevipes Körn.
- Calathea brunnescens (K. Koch) K. Schum.
- Calathea buchtienii Pax
- Calathea burle-marxii H.A. Kenn.
- Calathea caesariata H.A. Kenn.
- Calathea cannoides (Nicolson, Steyerm. & Sivad.) H.A. Kenn.
- Calathea capitata (Ruiz & Pav.) Lindl.
- Calathea caquetensis S. Suárez & Galeano
- Calathea cardenasii Rusby
- Calathea carlae H. Kenn.
- Calathea cartaractarum K. Schum.
- Calathea casupito (Jacq.) G. Mey.
- Calathea chimboracensis (Linden) Linden
- Calathea chiriquensis H. Kenn.
- Calathea chrysantha Horan.
- Calathea chrysoleuca (Poepp. & Endl.) Körn.
- Calathea cinerea Regel
- Calathea cleistantha Standl.
- Calathea clivorum H. Kenn.
- Calathea coccinea Standl. & Steyerm.
- Calathea colombiana L.B. Sm. & Idrobo
- Calathea colorata (Hook.) Benth.
- Calathea communis Wand. & S. Vieira
- Calathea comosa (L.f.) Lindl.
- Calathea compacta S. Suárez & Galeano
- Calathea concinna (W. Bull) K. Schum.
- Calathea concolor Eichler ex Petersen
- Calathea congesta H. Kenn.
- Calathea contrafenestra H. Kenn.
- Calathea coriacea H. Kenn.
- Calathea crocata E. Morren & Joriss.
- Calathea crotalifera S. Watson
- Calathea cuneata H. Kenn.
- Calathea curaraya H. Kenn.
- Calathea cyclophora Baker
- Calathea cylindrica (Roscoe) K. Schum.
- Calathea densa (K. Koch & Linden) Regel
- Calathea dicephala (Poepp. & Endl.) Körn.
- Calathea dilabens L. Andersson & H.A. Kenn.
- Calathea divaricata Rusby
- Calathea dodsonii H.A. Kenn.
- Calathea donnell-smithii K. Schum.
- Calathea dressleri H.A. Kenn.
- Calathea dryadica J.M.A. Braga
- Calathea eburnea André & Linden
- Calathea ecuadoriana H.A. Kenn.
- Calathea eichleri Petersen
- Calathea elegans H.A. Kenn.
- Calathea elliptica (Roscoe) K. Schum.
- Calathea enclitica J.F. Macbr.
- Calathea erecta L. Andersson & H.A. Kenn.
- Calathea erythrolepis L.B. Sm. & Idrobo
- Calathea eximia (K. Koch & C.D. Bouché) Körn. ex Regel
- Calathea exscapa (Poepp. & Endl.) Körn.
- Calathea exserta Rusby
- Calathea fasciata (Linden ex K. Koch) Regel & Körn.
- Calathea fatimae H.A. Kenn. & Marcelo
- Calathea flavescens Lindl.
- Calathea foliosa Rowlee ex Woodson & Schery
- Calathea fragilis Gleason
- Calathea fredgandersii H. Kenn.
- Calathea fucata H.A. Kenn.
- Calathea gandersii H.A. Kenn.
- Calathea gardneri Baker
- Calathea glaziovii Benth.
- Calathea gloriana J.D. Kenn.
- Calathea grandifolia Lindl.
- Calathea grandis Petersen
- Calathea granvillei L. Andersson & H.A. Kenn.
- Calathea grazielae H.A. Kenn. & Marcelo
- Calathea guianensis Klotzsch ex Benth. & Hook.f.
- Calathea guzmanioides L.B. Sm. & Idrobo
- Calathea gymnocarpa H.A. Kenn.
- Calathea hagbergii H.A. Kenn.
- Calathea hammelii H. Kenn.
- Calathea harlingii H.A. Kenn.
- Calathea hieroglyphica Linden & André
- Calathea hirta Ravenna
- Calathea hopkinsii Forzza
- Calathea humilis S. Moore
- Calathea hylaeanthoides H. Kenn.
- Calathea incompta H. Kenn.
- Calathea indecora Woodson
- Calathea inocephala (Kuntze) T. Durand & B.D. Jacks.
- Calathea inscripta (W. Bull) N.E. Br.
- Calathea ischnosiphonoides H.A. Kenn.
- Calathea jagoriana Regel
- Calathea jocosa J.F. Macbr.
- Calathea joffilyana J.M.A. Braga
- Calathea kappleriana Körn. ex Horan.
- Calathea killipii L.B. Sm. & Idrobo
- Calathea koernickeana Horan.
- Calathea kummeriana E. Morren
- Calathea laetevirens Huber
- Calathea lagoagriana H.A. Kenn.
- Calathea lanata Petersen
- Calathea lancifolia Boom
- Calathea lanicaulis H.A. Kenn.
- Calathea lasiophylla H.A. Kenn.
- Calathea lasiostachya Donn. Sm.
- Calathea lasseriana Steyerm.
- Calathea lateralis (Ruiz & Pav.) Lindl.
- Calathea latifolia (Willd. ex Link) Klotzsch
- Calathea latrinotecta H.A. Kenn.
- Calathea legrelleana (Linden) Regel
- Calathea leonia (Sander) K. Schum.
- Calathea leonoriae Lascur., H. Oliva & Avendaño
- Calathea leopardina (W. Bull) Regel
- Calathea leucostachys Hook.f.
- Calathea libbyana H.A. Kenn.
- Calathea liesneri H.A. Kenn.
- Calathea lindbergii Petersen
- Calathea lindeniana Wallis
- Calathea lindmanii K. Schum.
- Calathea littoralis (Ledeb. ex Sweet) Körn.
- Calathea loeseneri J.F. Macbr.
- Calathea longibracteata (Sweet) Lindl.
- Calathea longiflora H.A. Kenn.
- Calathea longipetiolata H.A. Kenn.
- Calathea louisae Gagnep.
- Calathea lucianii (Linden) Cogn. & Marchal in A. Dallière
- Calathea lutea (Aubl.) E. Mey. ex Schult.
- Calathea maasiorum H.A. Kenn.
- Calathea macilenta Lindl.
- Calathea macrosepala K. Schum.
- Calathea majestica (Linden) H.A. Kenn.
- Calathea makoyana E. Morren
- Calathea mandioccae Körn.
- Calathea mansoi Körn.
- Calathea marantifolia Standl.
- Calathea marantina (Willd. ex Körn.) K. Koch
- Calathea martinicensis Urb.
- Calathea matudae H. Kenn. & Ganders
- Calathea mediopicta (E. Morren) Jacob-Makoy ex E. Morren
- Calathea metallica Planch. & Linden
- Calathea micans (L. Mathieu) Körn.
- Calathea microcephala (Poepp. & Endl.) Körn.
- Calathea mirabilis Jacob-Makoy ex E. Morren
- Calathea misantlensis Lascur.
- Calathea mishuyacu J.F. Macbr.
- Calathea modesta Brongn. ex Gris
- Calathea monophylla (Vell.) Körn.
- Calathea multicincta H.A. Kenn.
- Calathea multicinta H.A.Kenn.
- Calathea neblinensis H.A. Kenn.
- Calathea neoviedii Petersen
- Calathea nidulans L.B. Sm. & Idrobo
- Calathea nigricans Gagnep.
- Calathea nigrocostata Linden & André
- Calathea nitens (W. Bull) Ender
- Calathea nitidifolia H.A. Kenn.
- Calathea nobilis (K. Koch) Körn.
- Calathea oblonga (Mart.) Körn.
- Calathea orbifolia (Linden) H.A. Kenn.
- Calathea ornata (Linden) Körn.
- Calathea ovandensis Matuda
- Calathea ovata (Nees & Mart.) Lindl.
- Calathea pachystachya (Poepp. & Endl.) Körn.
- Calathea pacifica Linden & André
- Calathea pallidicosta H.A. Kenn.
- Calathea panamensis Rowlee ex Standl.
- Calathea paucifolia H.A. Kenn.
- Calathea pavonii Körn.
- Calathea pavonina (K. Koch & Linden) Petersen
- Calathea pearcei Rusby
- Calathea peruviana Körn.
- Calathea petersenii Eggers
- Calathea picturata K. Koch & Linden
- Calathea pilosa Rusby
- Calathea pittieri K. Schum.
- Calathea platystachya Standl. & L.O. Williams
- Calathea plicata H.A. Kenn.
- Calathea pluriplicata H.A. Kenn.
- Calathea plurispicata H.A. Kenn.
- Calathea poeppigiana Loes. ex H. Kenn.
- Calathea polystachya K. Schum.
- Calathea porphyrocaulis (W. Bull) N.E. Br.
- Calathea portobelensis H.A. Kenn.
- Calathea praecox S. Moore
- Calathea prolifera (Vell.) J.M.A. Braga
- Calathea propinqua (Poepp. & Endl.) Körn.
- Calathea pruinata (W. Bull) N.E. Br.
- Calathea pseudoveitchiana H.A. Kenn.
- Calathea pulchella (E. Morren) Körn.
- Calathea pumila (Vell.) Körn.
- Calathea recurvata H. Kenn.
- Calathea regalis (Rollison ex Lem.) H.A. Kenn.
- Calathea reginae J.M.A. Braga
- Calathea retroflexa H. Kenn.
- Calathea robin-fosteri H.A. Kenn.
- Calathea robiniae H.A. Kenn.
- Calathea rodeckiana K. Schum.
- Calathea roseobracteata H.A. Kenn.
- Calathea roseopicta (Linden) Regel
- Calathea rossii (Lodd. ex Sweet) Körn.
- Calathea rufibarba Fenzl
- Calathea rusbyi Loes.
- Calathea sanderiana (Sander) Gentil
- Calathea saxicola Hoehne
- Calathea schunkei H.A. Kenn.
- Calathea sciuroides Petersen
- Calathea selbyana H.A. Kenn.
- Calathea sellowii Körn.
- Calathea silvicola H.A. Kenn.
- Calathea silvosa J.F. Macbr.
- Calathea similis H.A. Kenn.
- Calathea singularis H. Kenn.
- Calathea soconuscum Matuda
- Calathea sophiae Huber
- Calathea sousandradeana H. Kenn. & Ganders
- Calathea sphaerocephala K. Schum.
- Calathea spiralis H.A. Kenn.
- Calathea splendida (Lem.) Regel
- Calathea sprucei Rusby
- Calathea squarrosa L. Andersson & H.A. Kenn.
- Calathea standleyi J.F. Macbr.
- Calathea stenostachys Rusby
- Calathea steyermarkii H.A. Kenn. & Nagata
- Calathea straminea Petersen
- Calathea striata H.A. Kenn.
- Calathea stromanthifolia Rusby
- Calathea subtilis S. Moore
- Calathea taeniosa Joriss.
- Calathea tarrazuensis H. Kenn.
- Calathea timothei H.A. Kenn.
- Calathea tinalandia H.A. Kenn.
- Calathea trianae L.B. Sm. & Idrobo
- Calathea trichoneura H.A. Kenn.
- Calathea truncata (Link ex A. Dietr.) K. Schum.
- Calathea tuberosa (Vell.) Körn.
- Calathea ucayalina Huber
- Calathea ulotricha J.F. Macbr.
- Calathea umbrosa Körn.
- Calathea undulata (Linden & André) Linden & André
- Calathea ursina Standl.
- Calathea utilis H.A. Kenn.
- Calathea vaginata Petersen
- Calathea varians (K. Koch & Mathieu) Körn.
- Calathea variegata (K. Koch) Linden ex Körn.
- Calathea veitchiana Veitch ex Hook.f.
- Calathea velutina (Poepp. & Endl.) Körn.
- Calathea venusta H.A. Kenn.
- Calathea verapax Donn. Sm.
- Calathea verecunda H.A. Kenn.
- Calathea verruculosa H. Kenn.
- Calathea villosa (Lodd. ex Sweet) Lindl.
- Calathea vinosa H.A. Kenn.
- Calathea violacea (Roscoe) Lindl.
- Calathea virginalis Linden ex Regel
- Calathea wallisii (Linden) Regel
- Calathea warszewiczii (L. Mathieu ex Planch.) Planch. & Linden
- Calathea whitei Rusby
- Calathea widgrenii Körn.
- Calathea williamsii J.F. Macbr.
- Calathea wiotii (E. Morren) Regel
- Calathea zebrina (Sims) Lindl.
- Calathea zingiberina Körn.

Selon Catalogue of Life (5 janvier 2020) :
- Calathea anderssonii H.Kenn.
- Calathea anulque H.Kenn.
- Calathea asplundii H.Kenn.
- Calathea brenesii Standl.
- Calathea caesariata H.Kenn.
- Calathea calderon-saenzii H.Kenn. & M.Serna
- Calathea carlae H.Kenn.
- Calathea casupito (Jacq.) G.Mey.
- Calathea chiriquensis H.Kenn.
- Calathea cofaniorum H.Kenn.
- Calathea confusa H.Kenn.
- Calathea congesta H.Kenn.
- Calathea croatii H.Kenn.
- Calathea crotalifera S.Watson
- Calathea erythrolepis L.B.Sm. & Idrobo
- Calathea fredgandersii H.Kenn.
- Calathea fredii H.Kenn.
- Calathea galdamesiana H.Kenn. & Rod.Flores
- Calathea grandifolia Lindl.
- Calathea guzmanioides L.B.Sm. & Idrobo
- Calathea hagbergii H.Kenn.
- Calathea harlingii H.Kenn.
- Calathea inscripta (W.Bull) N.E.Br.
- Calathea ischnosiphonoides H.Kenn.
- Calathea jondule H.Kenn. & Hammel
- Calathea koernickeana Regel
- Calathea lanibracteata H.Kenn.
- Calathea lanicaulis H.Kenn.
- Calathea lasiostachya Donn.Sm.
- Calathea lateralis (Ruiz & Pav.) Lindl.
- Calathea latrinotecta H.Kenn.
- Calathea lutea (Aubl.) E.Mey. ex Schult.
- Calathea marantina (Willd. ex Körn.) K.Koch
- Calathea monstera H.Kenn.
- Calathea neillii H.Kenn.
- Calathea nitens (W.Bull) Ender
- Calathea oscariana H.Kenn.
- Calathea platystachya Standl. & L.O.Williams
- Calathea pluriplicata H.Kenn.
- Calathea plurispicata H.Kenn.
- Calathea ravenii H.Kenn.
- Calathea recurvata H.Kenn.
- Calathea retroflexa H.Kenn.
- Calathea rubribracteata H.Kenn.
- Calathea shishicoensis H.Kenn.
- Calathea similis H.Kenn.
- Calathea spiralis H.Kenn.
- Calathea striata H.Kenn.
- Calathea tarrazuensis H.Kenn.
- Calathea timothei H.Kenn.
- Calathea toroi S.Suárez
- Calathea trianae L.B.Sm. & Idrobo
- Calathea utilis H.Kenn.
- Calathea verruculosa H.Kenn.
- Calathea violacea Lindl.

Selon World Checklist of Selected Plant Families (WCSP) (5 janvier 2020) :
- Calathea anderssonii H.Kenn. (1985)
- Calathea anulque H.Kenn. (1988)
- Calathea asplundii H.Kenn. (1988)
- Calathea barryi H.Kenn. (2017)
- Calathea brenesii Standl., Publ. Field Columb. Mus. (1937)
- Calathea caesariata H.Kenn. (1977)
- Calathea calderon-saenzii H.Kenn. & M.Serna (2016)
- Calathea carlae H.Kenn. (2011)
- Calathea casupito (Jacq.) G.Mey. (1818)
- Calathea chiriquensis H.Kenn. (2011)
- Calathea cofaniorum H.Kenn. (2014)
- Calathea confusa H.Kenn. (2012)
- Calathea congesta H.Kenn. (1988)
- Calathea croatii H.Kenn. (2013)
- Calathea crotalifera S.Watson (1889)
- Calathea erythrolepis L.B.Sm. & Idrobo (1948)
- Calathea fredgandersii H.Kenn. (2011)
- Calathea fredii H.Kenn. (2013)
- Calathea galdamesiana H.Kenn. & Rod.Flores (2015)
- Calathea gentryi H.Kenn. (2018)
- Calathea grandifolia Lindl. (1829)
- Calathea guzmanioides L.B.Sm. & Idrobo (1948)
- Calathea hagbergii H.Kenn. (1988)
- Calathea harlingii H.Kenn. (1988)
- Calathea inscripta (W.Bull) N.E.Br. (1882)
- Calathea ischnosiphonoides H.Kenn. (1988)
- Calathea jondule H.Kenn. & Hammel (2011)
- Calathea lanibracteata H.Kenn. (2012)
- Calathea lanicaulis H.Kenn. (1985)
- Calathea lasiostachya Donn.Sm. (1901)
- Calathea lateralis (Ruiz & Pav.) Lindl. (1829)
- Calathea latrinotecta H.Kenn. (1988)
- Calathea lutea (Aubl.) E.Mey. ex Schult. (1822)
- Calathea marantina (Willd. ex Körn.) K.Koch (1857)
- Calathea monstera H.Kenn. (2013)
- Calathea neillii H.Kenn. (2013)
- Calathea neurophylla H.Kenn. (2017)
- Calathea nitens (W.Bull) Ender (1881)
- Calathea oscariana H.Kenn. (2012)
- Calathea platystachya Standl. & L.O.Williams (1951)
- Calathea pluriplicata H.Kenn. (1988)
- Calathea plurispicata H.Kenn. (1988)
- Calathea ravenii H.Kenn. (2012)
- Calathea recurvata H.Kenn. (2011)
- Calathea retroflexa H.Kenn. (1997)
- Calathea rubribracteata H.Kenn. (2014)
- Calathea shishicoensis H.Kenn. (2014)
- Calathea similis H.Kenn. (1975 publ. 1976)
- Calathea spiralis H.Kenn. (1978)
- Calathea striata H.Kenn. (1988)
- Calathea tarrazuensis H.Kenn. (2011)
- Calathea timothei H.Kenn. (1977)
- Calathea toroi S.Suárez (2010)
- Calathea trianae L.B.Sm. & Idrobo (1948)
- Calathea utilis H.Kenn. (1986)
- Calathea velutinifolia H.Kenn. (2017)
- Calathea verruculosa H.Kenn. (2011)
- Calathea yawankama H.Kenn. (2018)

Selon The Plant List (5 janvier 2020) :
- Calathea ackermannii Körn.
- Calathea acuminata Steyerm.
- Calathea aemula Körn.
- Calathea affinis Fenzl ex Regel
- Calathea albertii (Pynaert & Van Geert) L.H.Bailey & Raffill
- Calathea albovaginata (K.Koch & Linden) K.Schum.
- Calathea allenii Woodson
- Calathea allouia (Aubl.) Lindl.
- Calathea altissima (Poepp. & Endl.) Horan.
- Calathea amazonica H.A.Kenn.
- Calathea anderssonii H.A.Kenn.
- Calathea angustifolia Körn.
- Calathea annae H.A.Kenn. & Marcelo
- Calathea anulque H.A.Kenn.
- Calathea applicata Jacob-Makoy ex E.Morren
- Calathea argyraea Körn.
- Calathea argyrophylla (Linden ex K.Koch) L.H.Bailey & Raffill
- Calathea arrabidae Körn.
- Calathea asplundii H.A.Kenn.
- Calathea atropurpurea Matuda
- Calathea attenuata H.A.Kenn.
- Calathea bachemiana E.Morren
- Calathea bantae H.A.Kenn.
- Calathea baraquinii (Lem.) Regel
- Calathea barbata Petersen
- Calathea bella (W.Bull) Regel
- Calathea bellula Linden
- Calathea blanda (Nees) Steud.
- Calathea bracteosa Rusby
- Calathea brasiliensis Körn.
- Calathea brenesii Standl.
- Calathea brevipes Körn.
- Calathea brunnescens (K.Koch) K.Schum.
- Calathea buchtienii Pax
- Calathea burle-marxii H.A.Kenn.
- Calathea caesariata H.A.Kenn.
- Calathea cannoides (Nicolson, Steyerm. & Sivad.) H.A.Kenn.
- Calathea capitata (Ruiz & Pav.) Lindl.
- Calathea caquetensis S.Suárez & Galeano
- Calathea cardenasii Rusby
- Calathea carlae H.Kenn.
- Calathea cartaractarum K.Schum.
- Calathea casupito (Jacq.) G.Mey.
- Calathea chimboracensis (Linden) Linden
- Calathea chiriquensis H.Kenn.
- Calathea chrysantha Horan.
- Calathea chrysoleuca (Poepp. & Endl.) Körn.
- Calathea cinerea Regel
- Calathea cleistantha Standl.
- Calathea clivorum H.A.Kenn.
- Calathea coccinea Standl. & Steyerm.
- Calathea colombiana L.B.Sm. & Idrobo
- Calathea colorata (Hook.) Benth.
- Calathea communis Wand. & S.Vieira
- Calathea comosa (L.f.) Lindl.
- Calathea compacta S.Suárez & Galeano
- Calathea concinna (W.Bull) K.Schum.
- Calathea concolor Eichler ex Petersen
- Calathea congesta H.A.Kenn.
- Calathea contrafenestra H.A.Kenn.
- Calathea coriacea H.A.Kenn.
- Calathea crocata E.Morren & Joriss.
- Calathea crotalifera S.Watson
- Calathea cuneata H.A.Kenn.
- Calathea curaraya H.A.Kenn.
- Calathea cyclophora Baker
- Calathea cylindrica (Roscoe) K.Schum.
- Calathea densa (K.Koch & Linden) Regel
- Calathea dicephala (Poepp. & Endl.) Körn.
- Calathea dilabens L.Andersson & H.A.Kenn.
- Calathea divaricata Rusby
- Calathea dodsonii H.A.Kenn.
- Calathea donnell-smithii K.Schum.
- Calathea dressleri H.A.Kenn.
- Calathea dryadica J.M.A.Braga
- Calathea eburnea André & Linden
- Calathea ecuadoriana H.A.Kenn.
- Calathea eichleri Petersen
- Calathea elegans H.A.Kenn.
- Calathea elliptica (Roscoe) K.Schum.
- Calathea enclitica J.F.Macbr.
- Calathea erecta L.Andersson & H.A.Kenn.
- Calathea erythrolepis L.B.Sm. & Idrobo
- Calathea eximia (K.Koch & C.D.Bouché) Körn. ex Regel
- Calathea exscapa (Poepp. & Endl.) Körn.
- Calathea exserta Rusby
- Calathea fasciata (Linden ex K.Koch) Regel & Körn.
- Calathea fatimae H.A.Kenn. & Marcelo
- Calathea flavescens Lindl.
- Calathea foliosa Rowlee ex Woodson & Schery
- Calathea fragilis Gleason
- Calathea fredgandersii H.Kenn.
- Calathea fucata H.A.Kenn.
- Calathea gandersii H.A.Kenn.
- Calathea gardneri Baker
- Calathea glaziovii Benth.
- Calathea gloriana J.D.Kenn.
- Calathea grandis Petersen
- Calathea granvillei L.Andersson & H.A.Kenn.
- Calathea grazielae H.A.Kenn. & Marcelo
- Calathea guianensis Klotzsch ex Benth. & Hook.f.
- Calathea guzmanioides L.B.Sm. & Idrobo
- Calathea gymnocarpa H.A.Kenn.
- Calathea hagbergii H.A.Kenn.
- Calathea hammelii J.D.Kenn.
- Calathea harlingii H.A.Kenn.
- Calathea hieroglyphica Linden & André
- Calathea hirta Ravenna
- Calathea hopkinsii Forzza
- Calathea humilis S.Moore
- Calathea hylaeanthoides J.D.Kenn.
- Calathea incompta J.D.Kenn.
- Calathea indecora Woodson
- Calathea inocephala (Kuntze) T.Durand & B.D.Jacks.
- Calathea inscripta (W.Bull) N.E.Br.
- Calathea ischnosiphonoides H.A.Kenn.
- Calathea jagoriana Regel
- Calathea jocosa J.F.Macbr.
- Calathea joffilyana J.M.A.Braga
- Calathea kappleriana Körn. ex Horan.
- Calathea killipii L.B.Sm. & Idrobo
- Calathea koernickeana Horan.
- Calathea kummeriana E.Morren
- Calathea laetevirens Huber
- Calathea lagoagriana H.A.Kenn.
- Calathea lanata Petersen
- Calathea lancifolia Boom
- Calathea lanicaulis H.A.Kenn.
- Calathea lasiophylla H.A.Kenn.
- Calathea lasiostachya Donn.Sm.
- Calathea lasseriana Steyerm.
- Calathea lateralis (Ruiz & Pav.) Lindl.
- Calathea latifolia (Willd. ex Link) Klotzsch
- Calathea latrinotecta H.A.Kenn.
- Calathea legrelleana (Linden) Regel
- Calathea leonia (Sander) K.Schum.
- Calathea leonoriae Lascur., H.Oliva & Avendaño
- Calathea leucostachys Hook.f.
- Calathea libbyana H.A.Kenn.
- Calathea liesneri H.A.Kenn.
- Calathea lindbergii Petersen
- Calathea lindeniana Wallis
- Calathea lindmanii K.Schum.
- Calathea littoralis (Ledeb. ex Sweet) Körn.
- Calathea loeseneri J.F.Macbr.
- Calathea longibracteata (Sweet) Lindl.
- Calathea longiflora H.A.Kenn.
- Calathea longipetiolata H.A.Kenn.
- Calathea louisae Gagnep.
- Calathea lucianii (Linden) Cogn. & Marchal
- Calathea lutea (Aubl.) E.Mey. ex Schult.
- Calathea maasiorum H.A.Kenn.
- Calathea macilenta Lindl.
- Calathea macrosepala K.Schum.
- Calathea majestica (Linden) H.A.Kenn.
- Calathea makoyana E.Morren
- Calathea mandioccae Körn.
- Calathea mansoi Körn.
- Calathea mansonis Körn.
- Calathea marantifolia Standl.
- Calathea marantina (Willd. ex Körn.) K.Koch
- Calathea martinicensis Urb.
- Calathea matudae H.Kenn. & Ganders
- Calathea mediopicta (E.Morren) Jacob-Makoy ex E.Morren
- Calathea metallica Planch. & Linden
- Calathea micans (L.Mathieu) Körn.
- Calathea microcephala (Poepp. & Endl.) Körn.
- Calathea mirabilis Jacob-Makoy ex E.Morren
- Calathea misantlensis Lascur.
- Calathea mishuyacu J.F.Macbr.
- Calathea modesta Brongn. ex Gris
- Calathea monophylla (Vell.) Körn.
- Calathea multicincta H.A.Kenn.
- Calathea neblinensis H.A.Kenn.
- Calathea neoviedii Petersen
- Calathea nidulans L.B.Sm. & Idrobo
- Calathea nigricans Gagnep.
- Calathea nigrocostata Linden & André
- Calathea nitens Ender
- Calathea nitidifolia H.A.Kenn.
- Calathea nobilis (K.Koch) Körn.
- Calathea oblonga (Mart.) Körn.
- Calathea orbifolia (Linden) H.A.Kenn.
- Calathea ornata (Linden) Körn.
- Calathea ovandensis Matuda
- Calathea ovata (Nees & Mart.) Lindl.
- Calathea pachystachya (Poepp. & Endl.) Körn.
- Calathea pacifica Linden & André
- Calathea pallidicosta H.A.Kenn.
- Calathea panamensis Rowlee ex Standl.
- Calathea paucifolia H.A.Kenn.
- Calathea pavonii Körn.
- Calathea pavonina (K.Koch & Linden) Petersen
- Calathea pearcei Rusby
- Calathea peruviana Körn.
- Calathea petersenii Eggers
- Calathea picturata K.Koch & Linden
- Calathea pilosa Rusby
- Calathea pittieri K.Schum.
- Calathea platystachya Standl. & L.O.Williams
- Calathea plicata H.A.Kenn.
- Calathea pluriplicata H.A.Kenn.
- Calathea plurispicata H.A.Kenn.
- Calathea poeppigiana Loes. ex H.Kenn.
- Calathea polystachya K.Schum.
- Calathea porphyrocaulis (W.Bull) N.E.Br.
- Calathea portobelensis H.A.Kenn.
- Calathea praecox S.Moore
- Calathea prolifera (Vell.) J.M.A.Braga
- Calathea propinqua (Poepp. & Endl.) Körn.
- Calathea pruinata (W.Bull) N.E.Br.
- Calathea pseudoveitchiana H.A.Kenn.
- Calathea pulchella (E.Morren) Körn.
- Calathea pumila (Vell.) Körn.
- Calathea recurvata H.Kenn.
- Calathea regalis (Rollison ex Lem.) H.A.Kenn.
- Calathea reginae J.M.A.Braga
- Calathea retroflexa J.D.Kenn.
- Calathea robin-fosteri H.A.Kenn.
- Calathea robiniae H.A.Kenn.
- Calathea rodeckiana K.Schum.
- Calathea roseobracteata H.A.Kenn.
- Calathea roseopicta (Linden) Regel
- Calathea rossii (Lodd. ex Sweet) Körn.
- Calathea rufibarba Fenzl
- Calathea rusbyi Loes.
- Calathea sanderiana (Sander) Gentil
- Calathea saxicola Hoehne
- Calathea schunkei H.A.Kenn.
- Calathea sciuroides Petersen
- Calathea selbyana H.A.Kenn.
- Calathea sellowii Körn.
- Calathea silvicola H.A.Kenn.
- Calathea silvosa J.F.Macbr.
- Calathea similis H.A.Kenn.
- Calathea singularis H.Kenn.
- Calathea soconuscum Matuda
- Calathea sophiae Huber
- Calathea sousandradeana H.Kenn. & Ganders
- Calathea sphaerocephala K.Schum.
- Calathea spiralis H.A.Kenn.
- Calathea splendida (Lem.) Regel
- Calathea sprucei Rusby
- Calathea squarrosa L.Andersson & H.A.Kenn.
- Calathea standleyi J.F.Macbr.
- Calathea stenostachys Rusby
- Calathea steyermarkii H.A.Kenn. & Nagata
- Calathea straminea Petersen
- Calathea striata H.A.Kenn.
- Calathea stromanthifolia Rusby
- Calathea subtilis S.Moore
- Calathea taeniosa Joriss.
- Calathea tarrazuensis H.Kenn.
- Calathea timothei H.A.Kenn.
- Calathea tinalandia H.A.Kenn.
- Calathea trianae L.B.Sm. & Idrobo
- Calathea trichoneura H.A.Kenn.
- Calathea truncata (Link ex A.Dietr.) K.Schum.
- Calathea tuberosa (Vell.) Körn.
- Calathea ucayalina Huber
- Calathea ulotricha J.F.Macbr.
- Calathea umbrosa Körn.
- Calathea undulata (Linden & André) Linden & André
- Calathea ursina Standl.
- Calathea utilis H.A.Kenn.
- Calathea vaginata Petersen
- Calathea varians (K.Koch & Mathieu) Körn.
- Calathea variegata (K.Koch) Linden ex Körn.
- Calathea veitchiana Veitch ex Hook.f.
- Calathea velutina (Poepp. & Endl.) Körn.
- Calathea venusta H.A.Kenn.
- Calathea verapax Donn.Sm.
- Calathea verecunda H.A.Kenn.
- Calathea verruculosa H.Kenn.
- Calathea villosa (Lodd. ex G.Don) Lindl.
- Calathea vinosa H.A.Kenn.
- Calathea violacea (Roscoe) Lindl.
- Calathea virginalis Linden ex Regel
- Calathea wallisii (Linden) Regel
- Calathea warscewiczii (L. Mathieu ex Planch.) Planch. & Linden
- Calathea warszewiczii (L.Mathieu ex Planch.) Planch. & Linden
- Calathea whitei Rusby
- Calathea widgrenii Körn.
- Calathea williamsii J.F.Macbr.
- Calathea wiotii (E.Morren) Regel
- Calathea zebrina (Sims) Lindl.
- Calathea zingiberina Körn.

Selon Tropicos (5 janvier 2020) (Attention liste brute contenant possiblement des synonymes) :
- Calathea aberrans Huber
- Calathea achira (Poepp. & Endl.) Petersen
- Calathea ackermani Körn.
- Calathea ackermannii Körn.
- Calathea acuminata Steyerm.
- Calathea aemula Körn.
- Calathea affinis Fenzl ex Regel
- Calathea albertii (Pynaert & Van Geert) L.H. Bailey & Raffill
- Calathea albicans Brongn. ex Gris
- Calathea albovaginata (K. Koch) K. Schum.
- Calathea allenii Woodson
- Calathea allouia (Aubl.) Lindl.
- Calathea altissima (Poepp. & Endl.) Horan.
- Calathea amazonica H. Kenn.
- Calathea amplissima Petersen
- Calathea anderssonii H. Kenn.
- Calathea angustifolia Körn.
- Calathea annae H. Kenn. & Marcelo
- Calathea anulque H. Kenn.
- Calathea applicata Jacob-Makoy ex E. Morren
- Calathea argyraea Körn.
- Calathea argyrophylla (Linden ex K. Koch) L.H. Bailey & Raffill
- Calathea arrabidae Körn.
- Calathea arrecta Lindl. & Andre
- Calathea asplundii H. Kenn.
- Calathea atropurpurea Matuda
- Calathea attenuata H. Kenn.
- Calathea bachemiana E. Morren
- Calathea backemiana E. Morren
- Calathea bambusacea Poepp. & Endl.
- Calathea bantae H. Kenn.
- Calathea baraquinii (Lem.) Regel
- Calathea barbata Petersen
- Calathea barbillana Cufod.
- Calathea barryi H. Kenn.
- Calathea basiflora H. Kenn.
- Calathea bella (W. Bull) Regel
- Calathea bellula Linden
- Calathea bicolor (Ker Gawl.) Steud.
- Calathea binotii Gentil
- Calathea blanda (Nees) Steud.
- Calathea bracteosa Rusby
- Calathea brasiliensis Körn.
- Calathea brenesii Standl.
- Calathea brevipes Körn.
- Calathea brunnescens (K. Koch) K. Schum.
- Calathea buchtienii Pax
- Calathea burle-marxii H. Kenn.
- Calathea cachibou (Jacq.) Lindl. ex Horan.
- Calathea caesariata H. Kenn.
- Calathea calderon-saenzii H. Kenn. & Serna
- Calathea cannoides (Nicolson, Steyerm. & Sivad.) H. Kenn.
- Calathea capitata (Ruiz & Pav.) Lindl.
- Calathea caquetensis S. Suárez & Galeano
- Calathea cardenasii Rusby
- Calathea cardiophylla K. Schum.
- Calathea carioca H. Kenn.
- Calathea carlae H. Kenn.
- Calathea carolineae H. Kenn.
- Calathea cartaractarum K. Schum.
- Calathea cataractarum K. Schum.
- Calathea chimboracensis (Linden) André
- Calathea chiriquensis H. Kenn.
- Calathea chlorosticta Regel
- Calathea chrysantha Horan.
- Calathea chrysoleuca (Poepp. & Endl.) Körn.
- Calathea cinerea Regel
- Calathea cleistantha Standl.
- Calathea clivorum H. Kenn.
- Calathea clossoni
- Calathea coccinea Standl. & Steyerm.
- Calathea cofaniorum H. Kenn.
- Calathea colombiana L.B. Sm. & Idrobo
- Calathea colorata (Hook.) Benth.
- Calathea communis Wand. & S. Vieira
- Calathea comosa (L. f.) Lindl.
- Calathea compacta S. Suárez & Galeano
- Calathea composita Klotzsch
- Calathea concinna (W. Bull) K. Schum.
- Calathea concolor Eichler ex Petersen
- Calathea conferta Benth.
- Calathea confusa H. Kenn.
- Calathea congesta H. Kenn.
- Calathea contamanensis Huber
- Calathea contrafenestra H. Kenn.
- Calathea coriacea H. Kenn.
- Calathea croatii H. Kenn.
- Calathea crocata E. Morren & Joriss.
- Calathea crotalifera S. Watson
- Calathea cuneata H. Kenn.
- Calathea curaraya H. Kenn.
- Calathea cyclophora Baker
- Calathea cylindrica (Roscoe) K. Schum.
- Calathea dasycarpa Donn. Sm.
- Calathea densa (K. Koch) Regel
- Calathea dicephala (Poepp. & Endl.) Körn.
- Calathea dilabens L. Andersson & H. Kenn.
- Calathea discolor G. Mey.
- Calathea divaricata Rusby
- Calathea dodsonii H. Kenn.
- Calathea donnell-smithii K. Schum.
- Calathea dorothyae J.M.A. Braga & H. Kenn.
- Calathea dressleri H. Kenn.
- Calathea dryadica J.M.A. Braga
- Calathea dubia (Roem. & Schult.) Lindl.
- Calathea duidae Steyerm.
- Calathea eburnea André & Linden
- Calathea ecuadoriana H. Kenn.
- Calathea eichleri Petersen
- Calathea elegans H. Kenn.
- Calathea elliptica (Roscoe) K. Schum.
- Calathea enclitica J.F. Macbr.
- Calathea erecta L. Andersson & H. Kenn.
- Calathea erythrolepis L.B. Sm. & Idrobo
- Calathea eximia (Mathieu) Körn.
- Calathea exscapa (Poepp. & Endl.) Körn.
- Calathea exserta Rusby
- Calathea fasciata (Linden ex K. Koch) Regel & Körn.
- Calathea fasciculata C. Presl
- Calathea fatimae H. Kenn. & Marcelo
- Calathea flavescens Lindl.
- Calathea foliosa Rowlee ex Woodson & Schery
- Calathea forgetii Stapf
- Calathea fragilis Gleason
- Calathea fredgandersii H. Kenn.
- Calathea fredii H. Kenn.
- Calathea fucata H. Kenn.
- Calathea furcata H. Kenn.
- Calathea galdamesiana H. Kenn. & Rod. Flores
- Calathea gandersii H. Kenn.
- Calathea gardneri Baker
- Calathea gentryi H. Kenn.
- Calathea gigas Gagnep.
- Calathea glaziovii Benth.
- Calathea gloriana H. Kenn.
- Calathea gordonii H. Kenn.
- Calathea gouletii Stapf
- Calathea gracilis Petersen
- Calathea grandiflora K. Schum.
- Calathea grandifolia Lindl.
- Calathea grandis Petersen
- Calathea granvillei L. Andersson & H. Kenn.
- Calathea grazielae H. Kenn.
- Calathea guianensis Klotzsch ex Benth. & Hook. f.
- Calathea guzmanioides L.B. Sm. & Idrobo
- Calathea gymnocarpa H. Kenn.
- Calathea hagbergii H. Kenn.
- Calathea hammelii H. Kenn.
- Calathea harlingii H. Kenn.
- Calathea hieroglyphica Linden & André
- Calathea hirsuta Standl.
- Calathea hirta Ravenna
- Calathea hookeri (Hook.) Eichler
- Calathea hopkinsii Forzza
- Calathea humilis S. Moore
- Calathea hylaeanthoides H. Kenn.
- Calathea idroboi H. Kenn.
- Calathea illustris (Linden) N.E. Br.
- Calathea imperialis (Burgerst. & F. Abel) L.H. Bailey
- Calathea incompta H. Kenn.
- Calathea indecora Woodson
- Calathea inocephala (Kuntze) H. Kenn. & Nicolson
- Calathea inscripta (W. Bull) N.E. Br.
- Calathea insignis Petersen
- Calathea iocosa J.F. Macbr.
- Calathea ischnosiphonoides H. Kenn.
- Calathea jagoriana Regel
- Calathea jocosa J.F. Macbr.
- Calathea joffilyana J.M.A. Braga
- Calathea jondule H. Kenn. & Hammel
- Calathea juncea Spreng.
- Calathea kappleriana Körn. ex Horan.
- Calathea kegeliana
- Calathea kerchoveana Gentil
- Calathea killipii L.B. Sm. & Idrobo
- Calathea klugii J.F. Macbr.
- Calathea koernickeana Horan.
- Calathea kummeriana E. Morren
- Calathea laetevirens Huber
- Calathea lagoagriana H. Kenn.
- Calathea lagunae Woodson
- Calathea lanata Petersen
- Calathea lanceolata Körn.
- Calathea lancifolia Boom
- Calathea lanibracteata H. Kenn.
- Calathea lanicaulis H. Kenn.
- Calathea lasiophylla H. Kenn.
- Calathea lasiostachya Donn. Sm.
- Calathea lasseriana Steyerm.
- Calathea lateralis (Ruiz & Pav.) Lindl.
- Calathea latifolia Klotzsch
- Calathea latrinotecta H. Kenn.
- Calathea laxa Poepp. & Endl.
- Calathea legrelleana (Linden) Regel
- Calathea lehmannii K. Schum.
- Calathea leonia (Sander) Schum.
- Calathea leonoriae Lascur., H. Oliva & Avendaño
- Calathea leopardina Regel
- Calathea leucocephala D. Dietr.
- Calathea leuconeura (E. Morren) G. Nicholson
- Calathea leucophaea Poepp. & Endl.
- Calathea leucostachys Hook. f.
- Calathea libbyana H. Kenn.
- Calathea liesneri H. Kenn.
- Calathea lietzei E. Morren
- Calathea lindbergii Petersen
- Calathea lindeniana Wallis ex Linden
- Calathea lindenii Wallis
- Calathea lindmanii K. Schum.
- Calathea lineata Huber
- Calathea linharesana H. Kenn.
- Calathea littoralis (Ledeb. ex Sweet) Körn.
- Calathea loeseneri J.F. Macbr.
- Calathea longibracteata (Sweet) Lindl.
- Calathea longiflora H. Kenn.
- Calathea longifolia (Schauer) Klotzsch ex Körn.
- Calathea longipetiolata H. Kenn.
- Calathea louisae Gagnep.
- Calathea lucianii (Linden) Cogn. & Marchal
- Calathea lutea (Aubl.) Schult.
- Calathea maasiorum H. Kenn.
- Calathea macilenta Lindl.
- Calathea macrochlamys Woodson & Standl.
- Calathea macrosepala K. Schum.
- Calathea macrostachya Griseb.
- Calathea magnifica C.V. Morton & Skutch
- Calathea majestica (Linden) H. Kenn.
- Calathea makoyana E. Morren
- Calathea mandioccae Körn.
- Calathea mannii Benth.
- Calathea mansoi Körn.
- Calathea mansonis Körn.
- Calathea marantifolia Standl.
- Calathea marantina (Willd. ex Körn.) K. Koch
- Calathea marcellii Petersen
- Calathea martinicensis Urb.
- Calathea massangeana (E. Morren) Gentil
- Calathea matudae H. Kenn. & Ganders
- Calathea mediopicta (E. Morren) Jacob-Makoy ex E. Morren
- Calathea metallica Planch. & Linden
- Calathea micans (L. Mathieu) Körn.
- Calathea microcephala (Poepp. & Endl.) Körn.
- Calathea mirabilis Jacob-Makoy ex E. Morren
- Calathea mirandae Huber
- Calathea misantlensis Lascur.
- Calathea mishuyacu J.F. Macbr.
- Calathea modesta Brongn. ex Gris
- Calathea monophylla (Vell.) Körn.
- Calathea monstera H. Kenn.
- Calathea multicincta H. Kenn.
- Calathea multispicata H. Kenn. & Serna
- Calathea musaica (W.Bull.) L.H. Bailey
- Calathea myrosma (Roscoe) Körn.
- Calathea neblinensis H. Kenn.
- Calathea neillii H. Kenn.
- Calathea neoviedii Petersen
- Calathea neurophylla H. Kenn.
- Calathea nidulans L.B. Sm. & Idrobo
- Calathea nigricans Gagnep.
- Calathea nigro-costata Linden & André
- Calathea nitens Ender
- Calathea nitidifolia H. Kenn.
- Calathea nobilis (K. Koch) Körn.
- Calathea nodosa Rusby
- Calathea oblonga Körn.
- Calathea olivaris (H.J. Veitch) G. Nicholson
- Calathea oppenheimiana E. Morren
- Calathea orbiculata Lodd.
- Calathea orbifolia (Linden) H. Kenn.
- Calathea ornata (Lindl.) Körn.
- Calathea osa H. Kenn.
- Calathea oscariana H. Kenn.
- Calathea ovandensis Matuda
- Calathea ovata (Nees & Mart.) Lindl.
- Calathea pachystachya (Poepp. & Endl.) Körn.
- Calathea pacifica Linden & André
- Calathea pallidicosta H. Kenn.
- Calathea panamensis Rowlee ex Standl.
- Calathea pardina Planch. & Linden
- Calathea parkeri Poepp. & Endl.
- Calathea paucifolia H. Kenn.
- Calathea pavonii Körn.
- Calathea pavonina K. Koch
- Calathea pearcei Rusby
- Calathea peregrina H. Kenn.
- Calathea peruviana Körn.
- Calathea petersenii Eggers
- Calathea picta (W. Bull) Hook. f.
- Calathea picturata K. Koch & Linden
- Calathea pilosa Rusby
- Calathea pittieri K. Schum.
- Calathea platystachya Standl. & L.O. Williams
- Calathea plicata H. Kenn.
- Calathea pluriplicata H. Kenn.
- Calathea plurispicata H. Kenn.
- Calathea poeppigiana Loes. ex H. Kenn.
- Calathea polyphylla Poepp. & Endl.
- Calathea polystachya K. Schum.
- Calathea polytricha Baker
- Calathea porphyrocaulis (W. Bull) N.E. Br.
- Calathea portobelensis H. Kenn.
- Calathea praecox S. Moore
- Calathea prasina (W. Bull) N.E. Br.
- Calathea princeps (Linden) Regel
- Calathea prolifera (Vell.) J.M.A. Braga
- Calathea propinqua (Poepp. & Endl.) Körn.
- Calathea propinquum Körn.
- Calathea pruinata N.E. Br.
- Calathea pseudo-illustris Huber
- Calathea pseudoveitchiana H. Kenn.
- Calathea pulchella (Linden ex K. Koch) Körn.
- Calathea pumila (Vell.) Körn.
- Calathea quadratispica Woodson
- Calathea ravenii H. Kenn.
- Calathea recurvata H. Kenn.
- Calathea regalis (Rollison ex Lem.) H.A.Kenn.
- Calathea reginae J.M.A. Braga
- Calathea retroflexa H. Kenn.
- Calathea rhizantha K. Schum.
- Calathea rhizanthoides H. Kenn.
- Calathea riedeliana (Didr.) K. Schum.
- Calathea robin-fosteri H. Kenn.
- Calathea robiniae H. Kenn.
- Calathea rodeckiana K. Schum.
- Calathea roseobracteata H. Kenn.
- Calathea roseopicta (Linden) Regel
- Calathea rossii (Lodd. ex Sweet) Körn.
- Calathea rotundifolia Poepp. & Endl.
- Calathea rubribracteata H. Kenn.
- Calathea rufibarba Fenzl
- Calathea rusbyi Loes.
- Calathea sanderiana (Sander) Gentil
- Calathea saxicola Hoehne
- Calathea schunkei H. Kenn.
- Calathea sciuroides Petersen
- Calathea sclerobractea K. Schum.
- Calathea selbyana H. Kenn.
- Calathea sellowiana Körn.
- Calathea sellowii Körn.
- Calathea shishicoensis H. Kenn.
- Calathea silvicola H. Kenn.
- Calathea silvosa J.F. Macbr.
- Calathea similis H. Kenn.
- Calathea singularis H. Kenn.
- Calathea smaragdina Lindl.
- Calathea soconuscum Matuda
- Calathea sodiroi Eggers
- Calathea sophiae Huber
- Calathea sousandradeana H. Kenn. & Ganders
- Calathea sphaerocephala K. Schum.
- Calathea spicata (Aubl.) Steud.
- Calathea spiralis H. Kenn.
- Calathea splendida (Lem.) Regel
- Calathea sprucei Rusby
- Calathea squarrosa L. Andersson & H. Kenn.
- Calathea standleyi J.F. Macbr.
- Calathea stenostachys Rusby
- Calathea steyermarkii H. Kenn. & Nagata
- Calathea straminea Petersen
- Calathea striata H. Kenn.
- Calathea strobilifera (Miq.) Körn.
- Calathea stromanthifolia Rusby
- Calathea subtilis S. Moore
- Calathea sucrei H. Kenn.
- Calathea taeniosa Joriss.
- Calathea tarrazuensis H. Kenn.
- Calathea timothei H. Kenn.
- Calathea tinalandia H. Kenn.
- Calathea toroi S. Suárez
- Calathea trianae L.B. Sm. & Idrobo
- Calathea trichoneura H. Kenn.
- Calathea trifasciata Körn.
- Calathea trinitatis K. Schum.
- Calathea trinitensis Britton
- Calathea truncata K. Schum.
- Calathea tuberosa (Vell.) Körn.
- Calathea tubispatha Hook.
- Calathea ucayalina Huber
- Calathea ulei Loes.
- Calathea ulotricha J.F. Macbr.
- Calathea umbrosa Körn.
- Calathea undulata Linden & André
- Calathea ursina Standl.
- Calathea utilis H. Kenn.
- Calathea vaginata Petersen
- Calathea valeriana Standl.
- Calathea van-den-heckei (Lem.) Regel
- Calathea varians (K. Koch & Mathieu) Körn.
- Calathea variegata (K. Koch) Linden ex Körn.
- Calathea veitchiana J.H. Veitch ex Hook. f.
- Calathea velutina (Poepp. & Endl.) Körn.
- Calathea velutinifolia H. Kenn.
- Calathea venusta H. Kenn.
- Calathea verapax Donn. Sm.
- Calathea verecunda H. Kenn.
- Calathea verruculosa H. Kenn.
- Calathea vestita Baker
- Calathea villosa Lindl.
- Calathea vinosa H. Kenn.
- Calathea violacea Lindl.
- Calathea virginalis Linden
- Calathea vittata hort. ex Körn.
- Calathea wallisii (Linden) Regel
- Calathea warscewiczii (L. Mathieu ex Planch.) Planch. & Linden
- Calathea warszewiczii (L. Mathieu ex Planch.) Planch. & Linden
- Calathea whitei Rusby
- Calathea widgrenii Körn.
- Calathea williamsi J.F. Macbr.
- Calathea wiotii (E. Morren) Regel
- Calathea yawankama H. Kenn.
- Calathea zebrina (Sims) Lindl.
- Calathea zingiberina Körn.